# Jelena Vukčević
Jelena Vukčević (* 11. Dezember 2004 in Podgorica, Serbien und Montenegro) ist eine montenegrinische Handballspielerin, die für die montenegrinische Nationalmannschaft aufläuft.

## Karriere

### Im Verein
Vukčević spielte bis zum Sommer 2020 für die zweite Mannschaft von ŽRK Budućnost Podgorica, deren Kapitänin sie war. Daraufhin lief sie für ORK Rudar auf, mit dem sie am EHF European Cup 2020/21 teilnahm. Nachdem die Rückraumspielerin noch zu Beginn der Saison 2021/22 für ORK Rudar aufgelaufen war, wechselte sie im November 2021 in die erste Mannschaft von ŽRK Budućnost Podgorica, bei dem sie Einsatzzeiten in der EHF Champions League erhielt. Mit ŽRK Budućnost Podgorica gewann sie in den Jahren 2022, 2023, 2024 und 2025 sowohl die montenegrinische Meisterschaft als auch den montenegrinischen Pokal.

### In Auswahlmannschaften
Vukčević lief mit der montenegrinischen Jugendnationalmannschaft bei der U-17-Europameisterschaft 2021 und bei der U-18-Weltmeisterschaft 2022 auf. Bei der U-19-Europameisterschaft 2023 stach die Linkshänderin als Haupttorschützin der montenegrinischen Juniorinnennationalmannschaft heraus und belegte mit 47 Treffern den sechsten Platz in der Torschützinnenliste. Nur wenige Wochen später wurde sie zur A-Nationalmannschaft eingeladen und gab am 11. Oktober 2023 ihr Länderspieldebüt gegen die Türkei. Am Jahresende 2023 wurde sie in das montenegrinische Aufgebot für die Weltmeisterschaft berufen, die Montenegro auf Platz sieben beendete. Vukčević wirkte in drei Turnierspielen mit, in denen ihr drei Treffer gelangen.
Vukčević wurde mit 74 Treffern Torschützenkönigin der U-20-Weltmeisterschaft 2024.